# Weekend Warriors
| 전문가 평가                      | 전문가 평가 |
| 평가 점수                        | 평가 점수   |
| 출처                             | 점수        |
| -------------------------------- | ----------- |
| AllMusic                         | [ 1 ]       |
| Classic Rock                     | [ 2 ]       |
| Collector's Guide to Heavy Metal | 7/10        |
| Rolling Stone                    | (mixed)     |

《Weekend Warriers》는 미국의 하드 록 음악가 테드 뉴전트의 네 번째 스튜디오 음반이다. 이 음반은 1978년 9월에 에픽 레코드에 의해 발매되었다.

## 배경
《Weekend Warriors》는 1978년 홈즈가 떠난 후 데릭 세인트 홈즈가 참여하지 않은 세 개의 테드 뉴전트 스튜디오 음반 중 첫 번째 음반이었다. 대신, 뉴전트의 새로운 보컬리스트이자 기타리스트인 찰리 훈이 홈즈가 1982년 뉴전트로 돌아올 때까지 이 음반과 다른 음반들을 연주했다. 창립 베이시스트 롭 그랜지는 공동 작곡에 대한 신용 부족과 밴드에게 돈을 지불하는 대신 그의 사냥 왕조를 건설하고 있던 뉴전트의 창조적인 회계에 대한 의심을 이유로 영원히 떠났다.
앞면 커버 아트는 영국의 예술가 제프 커민스가 맡았으며 원래 《오우이》 잡지가 뉴전트와의 인터뷰와 함께 의뢰했다. 뉴전트는 그가 본 것을 좋아했고 그 커버 아트는 CBS에 의해 재지정되었고 음반 슬리브로 사용하기 위해 추가 작업이 수행되었다.

## 곡 목록
모든 곡들은 테드 뉴전트에 의해 작사/작곡하였다.
| #  | 제목                  | 재생 시간 |
| -- | --------------------- | --------- |
| 1. | 〈Need You Bad〉      | 4:19      |
| 2. | 〈One Woman〉         | 4:04      |
| 3. | 〈I Got the Feelin'〉 | 3:05      |
| 4. | 〈Tight Spots〉       | 2:55      |
| 5. | 〈Venom Soup〉        | 5:47      |

| #   | 제목                                  | 재생 시간 |
| --- | ------------------------------------- | --------- |
| 6.  | 〈Smokescreen〉                       | 4:15      |
| 7.  | 〈Weekend Warriors〉                  | 3:09      |
| 8.  | 〈Cruisin'〉                          | 3:26      |
| 9.  | 〈Good Friends and a Bottle of Wine〉 | 4:00      |
| 10. | 〈Name Your Poison〉                  | 4:30      |

## 인증
| 국가                       | 인증     | 판매량/출하량 |
| -------------------------- | -------- | ------------- |
| 캐나다 (뮤직 캐나다)       | 플래티넘 | 100,000^      |
| 미국 (RIAA)                | 플래티넘 | 1,000,000^    |
| ^출하량을 기반으로 한 인증 |          |               |